# Chlorure d'osmium(IV)
Le chlorure d'osmium(IV) est un composé chimique de formule OsCl4. Il s'agit d'un solide paramagnétique rouge à brun, soluble dans l'eau, l'acide chlorhydrique et l'éthanol, où il prend une couleur jaune et se décompose rapidement. Sa structure cristalline est formée d'octaèdres [OsCl2]Cl4/2 en arrangement linéaire partageant leurs arêtes. Selon le mode de synthèse, il existe également à haute température un polymorphe noir qui se sublime en vapeurs jaunes, cristallisé dans le système orthorhombique selon le groupe d'espace Cmmm (no 65), tandis que la structure cristalline à température ambiante appartient au système cubique et au groupe d'espace P4332 (no 212) ou P4132 (no 213),.

## Synthèse et réactions
Le chlorure d'osmium(IV) a été synthétisé pour la première fois en 1909. On peut l'obtenir par dismutation du chlorure d'osmium(III) OsCl3 sous vide à 500 °C :
2 OsCl3 ⟶ OsCl4 + OsCl2.
La préparation en traitant le tétroxyde d'osmium OsO4 par du chlorure de thionyle SOCl2 est également possible :
OsO4 + 4 SOCl2 ⟶ OsCl4 + 2 Cl2 + 4 SO2.
Le polymorphe noir à haute température peut être obtenu en faisant réagir le tétroxyde d'osmium avec du tétrachlorométhane CCl4 ou de l'osmium avec du chlorure de thionyle à 460 °C :
OsO4 + 4 CCl4 ⟶ OsCl4 + 4 COCl2 + 2 Cl2.
Le polymorphe haute température peut également être obtenu en faisant réagir de l'osmium avec du chlore Cl2 à environ 700 °C :
Os + 2 Cl2 ⟶ OsCl4.